# Pablo Guiñazú
Pablo Horacio „Cholo” Guiñazú (ur. 26 sierpnia 1978 w General Cabrera) – argentyński piłkarz z obywatelstwem brazylijskim występujący na pozycji defensywnego pomocnika, reprezentant Argentyny, trener piłkarski.